# Ashikaga-shogunaat
Het Ashikaga-shogunaat (足利幕府, Ashikaga bakufu) was een militaire dictatuur, geleid door de shoguns van de Ashikaga-familie. Het shogunaat regeerde over Japan van 1336 tot 1573. Deze periode staat bekend als de Muromachiperiode. Deze naam komt van het district Muromachi binnen Kioto, waar het shogunaat gedurende het grootste deel van de periode gevestigd was.

## Begin

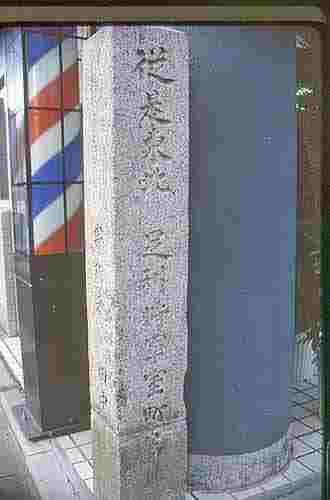
Plaats waar het paleis van het shogunaat stond

In 1333 ondernam keizer Go-Daigo met succes een poging om het Kamakura-shogunaat omver te werken en de macht in het land weer bij het keizerlijk hof te leggen. Deze daad staat bekend als de Kenmu-restauratie. Ashikaga Takauji werd door de Hojo, de clan die het shogunaat bestuurde, eropuit gestuurd om de keizer te stoppen, maar hij koos in plaats daarvan de kant van Go-Daigo. Mogelijk omdat hij de de facto leider was van de Minamoto. Ashikaga vocht voor het belang van het keizerlijk hof, maar toen de keizer eenmaal aan de macht was bleek zijn regering niet te zijn wat veel samoerai hadden verwacht. Uiteindelijk besloot Ashikaga Takauji daarom in 1336 een eigen shogunaat op te richten in Kioto.

## Nanboku-cho-periode
Nadat Ashikaga Takauji zichzelf had benoemd tot Shogun, ontstond onenigheid tussen hem en keizer Go-Daigo over hoe het land bestuurd moest worden. Takauji liet Go-Daigo verdrijven uit Kioto, en benoemde Yutahito, de tweede zoon van keizer Go-Fushimi, tot keizer Komyo. Go-Daigo vluchtte naar Zuid-Japan, waar hij zijn eigen keizerlijke hof oprichtte. Zodoende telde Japan nu twee keizerlijke hoven. Deze periode, de Nanboku-cho-periode genaamd, duurde 56 jaar. In 1392 gaf het zuidelijke hof zich over en werd Japan weer een geheel onder controle van het Ashikaga-shogunaat.

## Overheid
Het Ashikaga-shogunaat deelde meer macht en autoriteit met het keizerlijke hof dan het Kamakura-shogunaat. Dit voornamelijk omdat Ashikaga Takauji zijn shogunaat had opgericht door met de keizer samen te spannen tegen de Kamakura, en omdat hij zijn eigen keizer liet kronen. Dit maakte het shogunaat echter ook zwakker dan het Kamakura-shogunaat. Het centrale meester-vazal systeem van het Kamakura-shogunaat werd vervangen door het daimyosysteem, waardoor echter veel kleine landerijen ontstonden met elk hun eigen krijgsheer. De macht van het shogunaat was sterk afhankelijk van de loyaliteit van deze daimyo.

## Ondergang
De ondergang van het shogunaat begon met de Onin-oorlog, waarin de daimyo onderling allemaal probeerden meer macht naar zich toe te trekken. De loyaliteit van de daimyo aan het shogunaat daalde steeds meer, en de burgeroorlogen namen toe. Deze periode van chaos wordt de Sengoku-periode genoemd.
In 1565 werd de laatste officiële Ashikaga shogun, Yoshiteru, vermoord. De ambitieuze daimyo Oda Nobunaga greep deze kans aan om Yoshiteru’s broer, Ashikaga Yoshiaki, tot nieuwe shogun te laten benoemen. Van achter de schermen had Nobunaga via Yoshiaki de ware macht in handen.
In 1573 viel het shogunaat definitief toen Nobunaga, Ashikaga Yoshiaki uit Kioto verdreef. Aanvankelijk vluchtte hij naar Shikoku. Daarna zocht hij bescherming bij de Mori-clan, en kreeg die. Toyotomi Hideyoshi vroeg Yoshiaki om hem te accepteren als adoptiefzoon en 16e Ashikaga shogun, maar Yoshiaki weigerde dit.
De Ashikaga-familie bleef na de val van het shogunaat nog tot in de 16e eeuw voortbestaan. Het werd uiteindelijk een tak van de daimyo-familie van de han Kitsuregawa.

## Ashikaga-shoguns
1. Ashikaga Takauji, regeerde 1338–1358
2. Ashikaga Yoshiakira, r. 1359–1368
3. Ashikaga Yoshimitsu, r. 1368–1394
4. Ashikaga Yoshimochi, r. 1395–1423
5. Ashikaga Yoshikazu, r. 1423–1425
6. Ashikaga Yoshinori, r. 1429–1441
7. Ashikaga Yoshikatsu, r. 1442–1443
8. Ashikaga Yoshimasa, r. 1449–1473
9. Ashikaga Yoshihisa, r. 1474–1489
10. Ashikaga Yoshitane, r. 1490–1493, 1508–1521
11. Ashikaga Yoshizumi, r. 1495–1508
12. Ashikaga Yoshiharu, r. 1522–1547
13. Ashikaga Yoshiteru, r. 1547–1565
14. Ashikaga Yoshihide, r. 1568
15. Ashikaga Yoshiaki, r. 1568–1573